# Органный пункт
Орга́нный пункт (нем. Orgelpunkt, англ. organ point) — звук, тянущийся или повторяющийся в басу, в то время как верхние голоса движутся и состав созвучий (интервалов, конкордов, аккордов) меняется как бы независимо от баса. Басовая разновидность педали (в значении техники композиции). Педаль известна с эпохи Средневековья, её басовая разновидность особенно широко применялась в музыке западноевропейских и русских композиторов XIX века.

## Краткая характеристика
Движение верхних голосов завершается обычно аккордом, соответствующим басу, и в целом применение органного пункта содействует распространению и усилению его гармонической функции. Оба своих названия этот приём получил из-за частого его применения при игре на органе, когда зачастую в течение нескольких десятков тактов требуется держать нажатой педаль ножной клавиатуры.
Органный пункт, как правило, строится либо на тонике, либо на доминанте, иногда встречается на обеих ступенях сразу. Наличие органного пункта на других ступенях лада составляет своеобразное исключение.
- Органный пункт на тонике встречается обычно в начале произведения, когда верхние голоса нагнетают динамику музыкального движения, ослабляя устойчивость баса, или в конце произведения, когда, наоборот, движение в верхних голосах постепенно затихает, подчиняясь устойчивости баса.

- Органный пункт на доминанте, как средство усиления неустойчивой функции, предшествует обычно важному, значительному появлению тоники и чаще всего встречается либо во вступлении, перед основным движением пьесы, либо в середине произведения, перед наиболее утвердительным появлением основной темы (в сонатной форме — перед репризой или кодой, а также внутри репризы — перед побочной партией).

В оркестре органный пункт обычно исполняется с участием литавр как инструмента, способного к постепенному и наибольшему усилению или ослаблению звучности. К органному пункту относятся, по существу, и остинатные фигуры. Иногда органным пунктом (в этом случае говорят об обращённом органном пункте) называют также звуки, выдержанные (тянущиеся) в одном из верхних голосов.
Органный пункт (тон-бурдон) не следует путать с basso ostinato (повторяющая мелодико-ритмическая фигура в басу).

## Художественное значение
Выразительность органного пункта (как и педали в целом) обусловлена гармоническим напряжением, возникающим из-за несовпадения функций выдерживаемого звука (собственно органного пункта) и голосов над ним.
Этос органного пункта варьируется: во Вступлении к «Золоту Рейна» Р. Вагнера он создаёт эффект неизменного и вечного покоя, над которым невластно время. В прелюдии Des-dur Ф. Шопена (op. 28 № 15) доминантовая педаль, выполненная равномерно повторяющимися восьмыми нотами в среднем фортепианном регистре, вызывает у слушателя меланхолические ассоциации с капелью, унылым дождём и т. п. (отсюда популярное неавторское название этой пьесы — «Ка́пельная прелюдия»). Органный пункт неоднократно и эффектно применял М. П. Мусоргский. В сцене галлюцинаций Бориса («Борис Годунов») он символизирует неотвязную мысль (idée fixe) цареубийцы и способствует нагнетанию в монологе драматического напряжения, в «Старом замке» рисует образ «застывшего» созерцания прошлого, в «Трепаке» образует «противоестественный» аккомпанемент в пляске замерзающего мужика. П. И. Чайковский несколько раз использует органный пункт в Шестой симфонии (например, в кульминации разработки I части, неоднократно в IV части) как символ неумолимой судьбы, неотвязный образ смерти. 
Органный пункт ввели в широкое употребление музыканты эпохи барокко. Многие примеры органного пункта содержит музыка И. С. Баха, например, вступительный хор к «Страстям по Матфею», ария «Schlafe, mein Liebster» из кантаты «Геркулес на распутье» (BWV 213; та же музыка — в Рождественской оратории, BWV 248), особенно эффектно органный пункт Бах использует в сольных органных сочинениях, среди которых Токката и фуга фа мажор (BWV 540), Токката и фуга ре минор (BWV 565) и др.